# ليو تشي
ليو جي (1660 - 1739م) كان أحد علماء الدين الإسلامي من المدينة الصينية نانجينغ في عهد سلالة تشينغ.

## حياته
علمه أبوه، ليو سنجي، عندما كان طفلا، حتى بلغ الحادية عشر من عمره، ثم علمه يوان روكي (袁汝契) القرآن والسنة في مسجد حديقة الدراسات العسكرية في نانجينغ، وعندما بلغ الخامسة عشر، بدأ يدرس في بيته وحده. درس الكونفشيوسية والبوذية والطاوية و«الدراسات الغربية» لمدة خمسة عشر سنة وقرأ كل ما وجده. اعتبر ليو جي كونفوشيوس ومنسيوس «حكماء الشرق» كما أن محمد «حكيم الغرب»، و «أنه في العصر الحاضر، كما كان في الماضي البعيد تتكامل تعليمات حكماء الشرق والغرب». وبالإضافة لذلك، كان يؤمن أن الكتب الإسلامية المقدسة «تشابه نوايا كونفوشيوس ومنسيوس على وجه العموم».

## أعماله
- تيانفانغ شينلي ميتافيزيقا الإسلام
- تيانفانغ ديانلي مناسك الإسلام
- تيانفانغ دجيشنغ شيلو السجل الأصلي لخاتم أنبياء الإسلام

وغيرها من الأعمال العديدة

## مقالات ذات صلة
يوسف ما ديشين: عالم أحدث من ليو جي، حاول أيضا أن يلائم بين الدين الإسلامي والفلسفة الكونفشيوسية.